# (17202) 2000 AJ64
A (17202) 2000 AJ64 a Naprendszer kisbolygóövében található aszteroida. A LINEAR projekt keretében fedezték fel 2000. január 4-én.